# 二所ノ関部屋

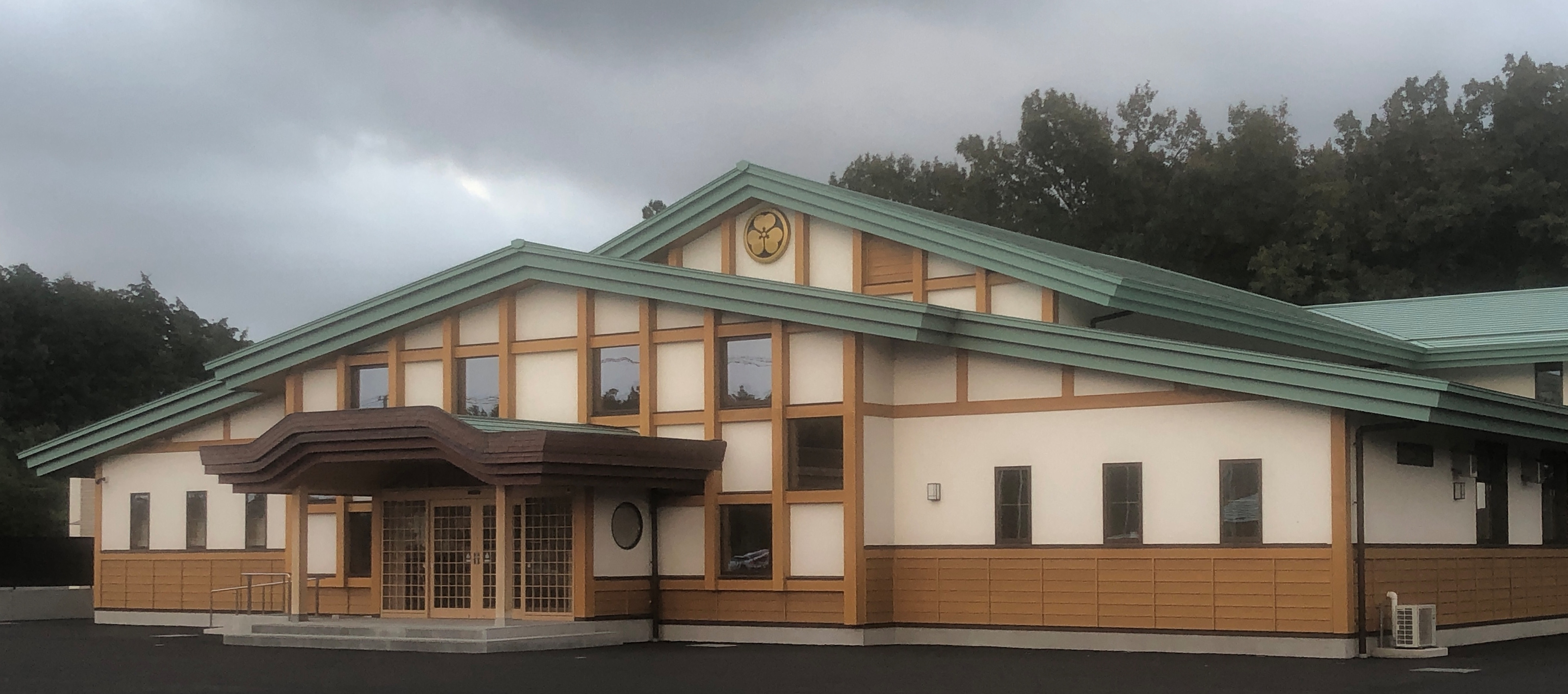
二所ノ関部屋

二所ノ関部屋（にしょのせきべや）は、日本相撲協会所属で二所ノ関一門の相撲部屋。ここでは前身の荒磯部屋についても説明する。

## 歴史

### 荒磯部屋
2019年（平成31年）1月場所中に現役を引退して年寄・16代荒磯を襲名し、田子ノ浦部屋付き年寄として活動していた第72代横綱・稀勢の里が、2021年（令和3年）8月1日付で力士4人と行司1人を連れて田子ノ浦部屋から独立し、荒磯部屋を新設した。部屋の新設に施設の完成が間に合わなかったため、新設当初は茨城県つくば市に部屋を構え、隣接する筑波大学を仮の稽古場として利用していた。

### 二所ノ関部屋
2021年（令和3年）12月24日、16代荒磯は、同じ一門の12代二所ノ関（元大関・若嶋津）と年寄名跡を交換して13代二所ノ関を襲名した。これに伴い、荒磯部屋は二所ノ関部屋へと改称された。なお、同日まで存在していた旧・二所ノ関部屋については、同日付で放駒部屋に改称されている。
2022年（令和4年）2月7日、同日付で閉鎖された尾車部屋から、13代中村（元関脇・嘉風）と幕内経験者の幕下・友風ら力士8人、呼出1人が転籍してきた。その友風が2023年（令和5年）3月場所で再十両昇進したため二所ノ関部屋から初めての関取誕生、同年11月場所で再入幕したため二所ノ関部屋から初めての幕内力士誕生となった。さらに2023年9月場所で高橋（現・白熊）と大の里が新十両となり、13代二所ノ関の下で入門した力士で初めての関取誕生となった。
2022年（令和4年）6月5日、茨城県稲敷郡阿見町で建設が進められていた部屋施設が完成し、部屋開きが行われた。この建物には土俵を2面設置したほか、屋外にはバスケットボールコートや鉄棒を設置しており、これらの設備もトレーニングの一環として活用されている。茨城県に部屋を設けたのは、地元であることと、支援が大きく、衣食住の環境が良いことを挙げている。
2024年（令和6年）5月30日、日本相撲協会理事会は、同年6月1日付で13代中村が独立して中村部屋を新設することを承認した。幕内・友風、前日に新十両が決定した幕下・嘉陽、同じく幕下・宮城（現：宮乃風、転籍後十両）、ら力士8人と呼出・床山各1人が中村部屋に転籍する。中村部屋に転籍する力士は、2022年に尾車部屋から13代中村と共に二所ノ関部屋へ転籍した力士が中心だが、二所ノ関部屋で初土俵を踏んだ力士からも前述した嘉陽ら2人が転籍する一方で、旧尾車部屋から転籍した力士のうち麒麟龍は二所ノ関部屋に残留することになった。
2024年夏季のわんぱく相撲全国大会の際には、7チームの宿泊を部屋に受け入れて相撲の底辺拡大に努めた。

## 所在地
- 茨城県稲敷郡阿見町荒川本郷139-1
- JR東日本常磐線ひたち野うしく駅徒歩10分

## 師匠
荒磯部屋時代
- 16代：荒磯寛（あらいそ ゆたか、72代横綱・稀勢の里、茨城）

二所ノ関部屋時代
- 13代：二所ノ関寛（にしょのせき ゆたか、72代横綱・稀勢の里、茨城）

## 力士

### 現役の関取経験力士
- 大の里泰輝（75代横綱・石川県）13代二所ノ関弟子
- 白熊優太（前16・福島県）13代二所ノ関弟子

### 幕内
前頭
- 友風勇太（前3・神奈川県）13代二所ノ関弟子 ※尾車部屋から転籍。中村部屋へ転籍。

### その他
- 嘉陽快宗（幕下1・沖縄県）13代二所ノ関弟子 ※中村部屋へ転籍後幕内。
- 宮城陽（幕下9・沖縄県）13代二所ノ関弟子 ※尾車部屋から転籍。中村部屋へ転籍後宮乃風陽に改名して十両。

## 部屋をめぐるトラブル・不祥事
2025年（令和7年）3月の春場所では、二所ノ関部屋は大阪府大東市内に宿泊していたが、その際、市内の防災倉庫を、市に無断で宿舎として使用していたことが、一部報道で判明。部屋側は「場所前の2月に、（防災倉庫を管理する）自治会と当部屋と後援会との3者で覚書を交わし、自治会から宿泊利用を認定されているため、手続きに問題はない」としているが、自治会は市からの了承を得ないままこれらの認定を行っており、市は実態調査を行う方針である。